# باراكويوس دي لا ريبيرا
بلدية باراكويوس دي لا ريبيرا (بالإسبانية: Paracuellos de la Ribera) هي بلدية تقع في مقاطعة سرقسطة التابعة لمنطقة أراغون شمال شرق إسبانيا.

## الديموغرافيا
بلغ عدد سكان بلدية باراكويوس دي لا ريبيرا 187 نسمة عام 2011 (وفقاً للمعهد الوطني الإسباني للإحصاء).
| 331 | 304 | 265 | 225 | 199 | 199 | 187 |